# Jasmin Wagner/Diskografie
Diese Diskografie ist eine Übersicht über die musikalischen Werke der deutsch-kroatischen Popsängerin Jasmin Wagner und ihren Pseudonymen Blümchen, Blossom und Denim Girl. Den Quellenangaben und Schallplattenauszeichnungen zufolge verkaufte sie bisher mehr als 1,8 Millionen Tonträger. Ihre erfolgreichste Veröffentlichung ist die Debütsingle Herz an Herz (auch bekannt als Heart to Heart) mit über 430.000 verkauften Einheiten.

## Alben

### Studioalben
| Jahr | Titel Musiklabel                                                                   | Höchstplatzierung, Gesamtwochen, AuszeichnungChartplatzierungen (Jahr, Titel, Musiklabel, Platzierungen, Wochen, Auszeichnungen, Anmerkungen) | Höchstplatzierung, Gesamtwochen, AuszeichnungChartplatzierungen (Jahr, Titel, Musiklabel, Platzierungen, Wochen, Auszeichnungen, Anmerkungen) | Höchstplatzierung, Gesamtwochen, AuszeichnungChartplatzierungen (Jahr, Titel, Musiklabel, Platzierungen, Wochen, Auszeichnungen, Anmerkungen) | Höchstplatzierung, Gesamtwochen, AuszeichnungChartplatzierungen (Jahr, Titel, Musiklabel, Platzierungen, Wochen, Auszeichnungen, Anmerkungen) | Höchstplatzierung, Gesamtwochen, AuszeichnungChartplatzierungen (Jahr, Titel, Musiklabel, Platzierungen, Wochen, Auszeichnungen, Anmerkungen) | Anmerkungen                                            |
| Jahr | Titel Musiklabel                                                                   | DE | AT | CH | UK | US | Anmerkungen                                            |
| ---- | ---------------------------------------------------------------------------------- | --- | --- | --- | --- | --- | ------------------------------------------------------ |
| 1996 | Herzfrequenz / Heartbeat (englische Version) Control Records / Form Records (Edel) | DE18 Gold · (46 Wo.)DE | AT14 (16 Wo.)AT | CH15 (13 Wo.)CH | — | — | Erstveröffentlichung: 20. Mai 1996 Verkäufe: + 300.000 |
| 1997 | Verliebt … / In Love … (englische Version) Control Records / Form Records (Edel)   | DE7 Gold · (43 Wo.)DE | AT11 Gold · (16 Wo.)AT | CH9 (11 Wo.)CH | — | — | Erstveröffentlichung: 2. Mai 1997 Verkäufe: + 400.000  |
| 1998 | Jasmin Control Records (Edel)                                                      | DE8 (18 Wo.)DE | AT19 (6 Wo.)AT | CH20 (5 Wo.)CH | — | — | Erstveröffentlichung: 28. September 1998               |
| 2000 | Die Welt gehört dir Edel Records (Edel)                                            | DE18 (5 Wo.)DE | — | CH86 (1 Wo.)CH | — | — | Erstveröffentlichung: 26. Juni 2000                    |
| 2006 | Die Versuchung Polydor (UMG)                                                       | DE98 (1 Wo.)DE | — | — | — | — | Erstveröffentlichung: 15. April 2006                   |
| 2021 | Von Herzen Mirabella Musik (Sony)                                                  | DE6 (3 Wo.)DE | AT30 (1 Wo.)AT | CH25 (1 Wo.)CH | — | — | Erstveröffentlichung: 23. Juli 2021                    |

### Livealben
| Jahr | Titel Musiklabel                   | Höchstplatzierung, Gesamtwochen, AuszeichnungChartplatzierungen (Jahr, Titel, Musiklabel, Platzierungen, Wochen, Auszeichnungen, Anmerkungen) | Höchstplatzierung, Gesamtwochen, AuszeichnungChartplatzierungen (Jahr, Titel, Musiklabel, Platzierungen, Wochen, Auszeichnungen, Anmerkungen) | Höchstplatzierung, Gesamtwochen, AuszeichnungChartplatzierungen (Jahr, Titel, Musiklabel, Platzierungen, Wochen, Auszeichnungen, Anmerkungen) | Höchstplatzierung, Gesamtwochen, AuszeichnungChartplatzierungen (Jahr, Titel, Musiklabel, Platzierungen, Wochen, Auszeichnungen, Anmerkungen) | Höchstplatzierung, Gesamtwochen, AuszeichnungChartplatzierungen (Jahr, Titel, Musiklabel, Platzierungen, Wochen, Auszeichnungen, Anmerkungen) | Anmerkungen                             |
| Jahr | Titel Musiklabel                   | DE | AT | CH | UK | US | Anmerkungen                             |
| ---- | ---------------------------------- | --- | --- | --- | --- | --- | --------------------------------------- |
| 1999 | Live in Berlin Edel Records (Edel) | DE57 (5 Wo.)DE | — | — | — | — | Erstveröffentlichung: 29. November 1999 |

### Kompilationen
| Jahr | Titel Musiklabel                                                    | Höchstplatzierung, Gesamtwochen, AuszeichnungChartplatzierungen (Jahr, Titel, Musiklabel, Platzierungen, Wochen, Auszeichnungen, Anmerkungen) | Höchstplatzierung, Gesamtwochen, AuszeichnungChartplatzierungen (Jahr, Titel, Musiklabel, Platzierungen, Wochen, Auszeichnungen, Anmerkungen) | Höchstplatzierung, Gesamtwochen, AuszeichnungChartplatzierungen (Jahr, Titel, Musiklabel, Platzierungen, Wochen, Auszeichnungen, Anmerkungen) | Höchstplatzierung, Gesamtwochen, AuszeichnungChartplatzierungen (Jahr, Titel, Musiklabel, Platzierungen, Wochen, Auszeichnungen, Anmerkungen) | Höchstplatzierung, Gesamtwochen, AuszeichnungChartplatzierungen (Jahr, Titel, Musiklabel, Platzierungen, Wochen, Auszeichnungen, Anmerkungen) | Anmerkungen                                                       |
| Jahr | Titel Musiklabel                                                    | DE | AT | CH | UK | US | Anmerkungen                                                       |
| ---- | ------------------------------------------------------------------- | --- | --- | --- | --- | --- | ----------------------------------------------------------------- |
| 2000 | Meine grössten Erfolge – Das Beste von Blümchen Edel Records (Edel) | — | — | — | — | — | Erstveröffentlichung: 2000 auch bekannt als: Die Singlekollektion |
| 2000 | Für immer und ewig Edel Records (Edel)                              | DE95 (1 Wo.)DE | — | — | — | — | Erstveröffentlichung: 4. Dezember 2000                            |
| 2023 | Das Beste aus den 90ern Telamo (WMG)                                | DE52 (1 Wo.)DE | — | — | — | — | Erstveröffentlichung: 20. Januar 2023                             |

### Remixalben
| Jahr | Titel Musiklabel                                             | Anmerkungen                            |
| ---- | ------------------------------------------------------------ | -------------------------------------- |
| 1996 | Für Jasmin – Das Blümchen Remix-Album Control Records (Edel) | Erstveröffentlichung: 5. Dezember 1996 |

### Soundtracks
| Jahr | Titel Musiklabel                                          | Anmerkungen                          |
| ---- | --------------------------------------------------------- | ------------------------------------ |
| 2012 | Jasmin Wagner singt Alexandra Reader’s Digest (Das Beste) | Erstveröffentlichung: 7. August 2012 |

## Singles

### Als Leadmusikerin
| Jahr | Titel Album                                                                      | Höchstplatzierung, Gesamtwochen, AuszeichnungChartplatzierungen (Jahr, Titel, Album, Platzierungen, Wochen, Auszeichnungen, Anmerkungen) | Höchstplatzierung, Gesamtwochen, AuszeichnungChartplatzierungen (Jahr, Titel, Album, Platzierungen, Wochen, Auszeichnungen, Anmerkungen) | Höchstplatzierung, Gesamtwochen, AuszeichnungChartplatzierungen (Jahr, Titel, Album, Platzierungen, Wochen, Auszeichnungen, Anmerkungen) | Höchstplatzierung, Gesamtwochen, AuszeichnungChartplatzierungen (Jahr, Titel, Album, Platzierungen, Wochen, Auszeichnungen, Anmerkungen) | Höchstplatzierung, Gesamtwochen, AuszeichnungChartplatzierungen (Jahr, Titel, Album, Platzierungen, Wochen, Auszeichnungen, Anmerkungen) | Anmerkungen                                                                                 |
| Jahr | Titel Album                                                                      | DE | AT | CH | UK | US | Anmerkungen                                                                                 |
| ---- | -------------------------------------------------------------------------------- | --- | --- | --- | --- | --- | ------------------------------------------------------------------------------------------- |
| 1995 | Herz an Herz / Heart to Heart (englische Version) Herzfrequenz / Heartbeat       | DE4 Gold · (18 Wo.)DE | AT9 (12 Wo.)AT | CH7 (14 Wo.)CH | — | — | Erstveröffentlichung: 26. Oktober 1995 Verkäufe: + 430.000; Original: Paso Doble            |
| 1996 | Kleiner Satellit (Piep, Piep) Herzfrequenz                                       | DE9 (14 Wo.)DE | AT14 (11 Wo.)AT | CH10 (9 Wo.)CH | — | — | Erstveröffentlichung: 25. März 1996                                                         |
| 1996 | Boomerang Herzfrequenz                                                           | DE7 a (19 Wo.)DE | AT10 (12 Wo.)AT | CH9 (8 Wo.)CH | — | — | Erstveröffentlichung: 12. Juni 1996 Verkäufe: + 260.000                                     |
| 1996 | Du und ich / You and Me (englische Version) Herzfrequenz / Heartbeat             | DE17 (10 Wo.)DE | AT14 (10 Wo.)AT | CH17 (6 Wo.)CH | — | — | Erstveröffentlichung: 19. September 1996                                                    |
| 1997 | Nur geträumt / Just a Dream (englische Version) Verliebt … / In Love …           | DE6 (11 Wo.)DE | AT7 (12 Wo.)AT | CH12 (12 Wo.)CH | — | — | Erstveröffentlichung: 11. April 1997 Verkäufe: + 200.000; Original: Nena                    |
| 1997 | Verrückte Jungs Verliebt …                                                       | DE22 (9 Wo.)DE | AT23 (10 Wo.)AT | — | — | — | Erstveröffentlichung: 30. Juni 1997                                                         |
| 1997 | Gib mir noch Zeit / Give Me More Time (englische Version) Verliebt … / In Love … | DE9 (14 Wo.)DE | AT18 (12 Wo.)AT | CH21 (6 Wo.)CH | — | — | Erstveröffentlichung: 12. September 1997 Verkäufe: + 170.000                                |
| 1997 | Sesam-Jam (der, die, das) Verliebt …                                             | DE26 (14 Wo.)DE | AT36 (4 Wo.)AT | — | — | — | Erstveröffentlichung: 24. November 1997 Original: Ingfried Hoffmann – Der, die, das         |
| 1998 | Blaue Augen Jasmin                                                               | DE19 (10 Wo.)DE | AT20 (10 Wo.)AT | CH32 (4 Wo.)CH | — | — | Erstveröffentlichung: 18. Mai 1998 Original: Neonbabies                                     |
| 1998 | Ich bin wieder hier Jasmin                                                       | DE12 (10 Wo.)DE | AT30 (10 Wo.)AT | CH20 (6 Wo.)CH | — | — | Erstveröffentlichung: 24. August 1998 Original: Rozalla – Everybody’s Free (To Feel Good)   |
| 1998 | Es ist vorbei Jasmin                                                             | DE24 (9 Wo.)DE | AT33 (5 Wo.)AT | CH47 (1 Wo.)CH | — | — | Erstveröffentlichung: 2. November 1998                                                      |
| 1999 | Tu es mon île Jasmin (Die Fan-Edition)                                           | — | — | — | — | — | Erstveröffentlichung: 3. Februar 1999 feat. Yta Farrow                                      |
| 1999 | Heut’ ist mein Tag Jasmin                                                        | DE15 (8 Wo.)DE | AT23 (2 Wo.)AT | CH31 (2 Wo.)CH | — | — | Erstveröffentlichung: 19. April 1999 Verkäufe: + 15.000; Original: Roh; Platz 1 in Norwegen |
| 1999 | Unter’m Weihnachtsbaum Live in Berlin                                            | DE31 (3 Wo.)DE | — | — | — | — | Erstveröffentlichung: 6. Dezember 1999                                                      |
| 2000 | Ist deine Liebe echt? Die Welt gehört dir                                        | DE24 (9 Wo.)DE | — | CH81 (3 Wo.)CH | — | — | Erstveröffentlichung: 26. Mai 2000                                                          |
| 2000 | Die Welt gehört mir Die Welt gehört dir                                          | DE96 (1 Wo.)DE | — | — | — | — | Erstveröffentlichung: 28. August 2000                                                       |
| 2000 | Es ist nie vorbei Für immer und ewig                                             | — | — | — | — | — | Erstveröffentlichung: 27. November 2000 vs. E-Type                                          |
| 2000 | Ich vermisse dich Die Welt gehört dir                                            | DE50 (7 Wo.)DE | AT66 (3 Wo.)AT | — | — | — | Erstveröffentlichung: 27. Dezember 2000                                                     |
| 2003 | Leb’ deinen Traum –                                                              | DE24 (8 Wo.)DE | AT52 (6 Wo.)AT | — | — | — | Erstveröffentlichung: 8. September 2003                                                     |
| 2004 | Helden wie wir –                                                                 | DE68 (2 Wo.)DE | — | — | — | — | Erstveröffentlichung: 13. April 2004                                                        |
| 2006 | Männer brauchen Liebe Die Versuchung                                             | DE99 (1 Wo.)DE | — | — | — | — | Erstveröffentlichung: 31. März 2006 Original: Guildo Horn – Mädchen brauchen Liebe          |
| 2019 | Computerliebe –                                                                  | — | — | — | — | — | Erstveröffentlichung: 29. März 2019 Original: Paso Doble                                    |
| 2021 | Gold Von Herzen                                                                  | — | — | — | — | — | Erstveröffentlichung: 20. April 2021                                                        |
| 2021 | Spring in mein Herz Von Herzen                                                   | — | — | — | — | — | Erstveröffentlichung: 21. Mai 2021                                                          |
| 2021 | Du bist nicht allein Von Herzen                                                  | — | — | — | — | — | Erstveröffentlichung: 2. Juli 2021                                                          |
| 2022 | Regentropfen Von Herzen                                                          | — | — | — | — | — | Erstveröffentlichung: 27. Mai 2022                                                          |
| 2023 | Volles Haus –                                                                    | — | — | — | — | — | Erstveröffentlichung: 27. Februar 2023                                                      |
| 2023 | La-la-lass mich –                                                                | — | — | — | — | — | Erstveröffentlichung: 14. September 2023                                                    |
| 2024 | Ravergirl –                                                                      | — | — | — | — | — | Erstveröffentlichung: 15. März 2024                                                         |
| 2024 | Party All the Time –                                                             | — | — | — | — | — | Erstveröffentlichung: 12. Juli 2024                                                         |

### Als Gastmusikerin
| Jahr | Titel Album                                          | Höchstplatzierung, Gesamtwochen, AuszeichnungChartplatzierungen (Jahr, Titel, Album, Platzierungen, Wochen, Auszeichnungen, Anmerkungen) | Höchstplatzierung, Gesamtwochen, AuszeichnungChartplatzierungen (Jahr, Titel, Album, Platzierungen, Wochen, Auszeichnungen, Anmerkungen) | Höchstplatzierung, Gesamtwochen, AuszeichnungChartplatzierungen (Jahr, Titel, Album, Platzierungen, Wochen, Auszeichnungen, Anmerkungen) | Höchstplatzierung, Gesamtwochen, AuszeichnungChartplatzierungen (Jahr, Titel, Album, Platzierungen, Wochen, Auszeichnungen, Anmerkungen) | Höchstplatzierung, Gesamtwochen, AuszeichnungChartplatzierungen (Jahr, Titel, Album, Platzierungen, Wochen, Auszeichnungen, Anmerkungen) | Anmerkungen                                                                                                   |
| Jahr | Titel Album                                          | DE | AT | CH | UK | US | Anmerkungen                                                                                                   |
| ---- | ---------------------------------------------------- | --- | --- | --- | --- | --- | --- |
| 1996 | Bicycle Race Queen Dance Traxx 1 • Herzfrequenz      | DE28 (9 Wo.)DE | AT19 (10 Wo.)AT | — | — | — | Erstveröffentlichung: 21. November 1996; Original: Queen Verkäufe: + 50.000; Queen Dance Traxx feat. Blümchen |
| 1998 | Let the Music Heal Your Soul Bravo Hits 21 (Sampler) | DE6 (12 Wo.)DE | AT22 (8 Wo.)AT | CH5 (14 Wo.)CH | UK36 (3 Wo.)UK | US60 (4 Wo.)US | Erstveröffentlichung: 15. Mai 1998 mit den Bravo All Stars                                                    |
| 2006 | Won’t Forget These Days 06 –                         | DE48 (7 Wo.)DE | — | — | — | — | Erstveröffentlichung: 9. Juni 2006 mit Music Team Germany Original: Fury in the Slaughterhouse                |
| 2019 | (You Made the) Summer Go Away –                      | — | — | — | — | — | Erstveröffentlichung: 12. Juli 2019 David Hasselhoff feat. Blümchen                                           |
| 2021 | Herzalarm Rummelbums                                 | DE7 (2 Wo.)DE | — | — | — | — | Erstveröffentlichung: 25. Juni 2021 Finch feat. Blümchen                                                      |
| 2021 | Das Lied über mich –                                 | — | — | — | — | — | Erstveröffentlichung: 2. Juli 2021 Volker Rosin feat. Blümchen                                                |
| 2021 | Die 90er 100 %                                       | — | — | — | — | — | Erstveröffentlichung: 31. Dezember 2021 Stereoact feat. Blümchen                                              |
| 2022 | Luv with U –                                         | — | — | — | — | — | Erstveröffentlichung: 30. Dezember 2022 DJane Housekat feat. Blümchen & Kyanu                                 |
| 2023 | Herz an Herz (HBz Remix) Schmuggelware               | — | — | — | — | — | Erstveröffentlichung: 28. April 2023 HBz feat. Blümchen; Original: Paso Doble                                 |
| 2023 | SOS –                                                | DE— bDE | — | — | — | — | Erstveröffentlichung: 11. August 2023 Domiziana feat. Blümchen                                                |
| 2024 | Bassface –                                           | — | — | — | — | — | Erstveröffentlichung: 12. April 2024 Lizot feat. Blümchen & Pazoo                                             |
| 2024 | Liebe auf den ersten Beat –                          | — | — | — | — | — | Erstveröffentlichung: 22. November 2024 Pazoo feat. Blümchen                                                  |

## Videoalben und Musikvideos

### Videoalben
| Jahr | Titel Musiklabel                          | Anmerkungen                             |
| ---- | ----------------------------------------- | --------------------------------------- |
| 1998 | The Videos ’95–’98 Control Records (Edel) | Erstveröffentlichung: 30. November 1998 |

### Musikvideos
| Jahr | Titel                                 | Regisseur(e)        |
| ---- | ------------------------------------- | ------------------- |
| 1995 | Herz an Herz / Heart to Heart         | Basil Schlegel      |
| 1996 | Kleiner Satellit (Piep, Piep)         | Basil Schlegel      |
| 1996 | Boomerang                             | Oliver Sommer       |
| 1996 | Du und ich / You and Me               | Rainer Thieding     |
| 1996 | Bicycle Race                          |                     |
| 1997 | Nur geträumt / Just a Dream           |                     |
| 1997 | Verrückte Jungs                       |                     |
| 1997 | Gib mir noch Zeit / Give Me More Time | Axel Baur           |
| 1997 | Sesam-Jam (der, die, das)             | Oliver Sommer       |
| 1998 | Let the Music Heal Your Soul          |                     |
| 1998 | Blaue Augen                           |                     |
| 1998 | Ich bin wieder hier                   |                     |
| 1998 | Es ist vorbei                         | Robert Bröllochs    |
| 1999 | Heut’ ist mein Tag                    |                     |
| 1999 | Unter’m Weihnachtsbaum                |                     |
| 2000 | Ist deine Liebe echt?                 |                     |
| 2000 | Die Welt gehört mir                   | Axel Baur           |
| 2000 | Ich vermisse dich                     |                     |
| 2003 | Leb deinen Traum                      | Ralf Strathmann     |
| 2004 | Helden wie wir                        | Robert Bröllochs    |
| 2004 | The Love of My Life                   | Sven Unterwaldt Jr. |
| 2006 | Männer brauchen Liebe                 |                     |
| 2006 | Won’t Forget These Days 06            | Georg Dehghan       |
| 2019 | Computerliebe                         | Jirco Lindemann     |
| 2019 | (You Made the) Summer Go Away         | Reza Norifarahani   |
| 2021 | Gold                                  | Oliver Sommer       |
| 2021 | Spring in mein Herz                   | Oliver Sommer       |
| 2021 | Herzalarm                             | Philip Herbort      |
| 2021 | Hauptsache Du                         | Oliver Sommer       |
| 2021 | Lass los                              |                     |
| 2022 | Die 90er                              |                     |
| 2022 | Regentropfen                          | Oliver Sommer       |
| 2022 | Luv with U                            | Dany Wild           |
| 2023 | Herz an Herz (HBz Remix)              | Mikis Fontagnier    |
| 2023 | SOS                                   | Adam Munnings       |
| 2023 | La-la-lass mich                       |                     |
| 2023 | The Look                              | Moritz Krebs        |
| 2024 | Ravergirl                             | Katja Kuhl          |
| 2024 | Party All the Time                    | Maximilian Ruhm     |

## Autorenbeteiligungen
Jasmin Wagner als Autorin in den Charts

| Jahr | Titel Album             | Höchstplatzierung, Gesamtwochen, AuszeichnungChartplatzierungen (Jahr, Titel, Album, Platzierungen, Wochen, Auszeichnungen, Anmerkungen) | Höchstplatzierung, Gesamtwochen, AuszeichnungChartplatzierungen (Jahr, Titel, Album, Platzierungen, Wochen, Auszeichnungen, Anmerkungen) | Höchstplatzierung, Gesamtwochen, AuszeichnungChartplatzierungen (Jahr, Titel, Album, Platzierungen, Wochen, Auszeichnungen, Anmerkungen) | Höchstplatzierung, Gesamtwochen, AuszeichnungChartplatzierungen (Jahr, Titel, Album, Platzierungen, Wochen, Auszeichnungen, Anmerkungen) | Höchstplatzierung, Gesamtwochen, AuszeichnungChartplatzierungen (Jahr, Titel, Album, Platzierungen, Wochen, Auszeichnungen, Anmerkungen) | Anmerkungen                                                 |
| Jahr | Titel Album             | DE | AT | CH | UK | US | Anmerkungen                                                 |
| ---- | ----------------------- | --- | --- | --- | --- | --- | ----------------------------------------------------------- |
| 2010 | Orchester in mir Saphir | DE42 (7 Wo.)DE | AT71 (1 Wo.)AT | — | — | — | Erstveröffentlichung: 15. April 2010 Interpretation: Saphir |

## Sonderveröffentlichungen

### Alben
| Jahr | Titel Musiklabel                              | Anmerkungen                                                                                |
| ---- | --------------------------------------------- | ------------------------------------------------------------------------------------------ |
| 2003 | Best Of Edel Records (Edel)                   | Erstveröffentlichung: 7. Juli 2003 erweiterte Fassung von Für immer und ewig mit Bonus-DVD |
| 2007 | The Ultimate Single Remixes PSP Records (PSP) | Erstveröffentlichung: 23. Januar 2007 Label-Kompilation                                    |
| 2023 | Das Beste aus den 90ern Telamo (WMG)          | Erstveröffentlichung: 20. Januar 2023 erweiterte Fassung; Vertrieb über Shop24Direct       |

### Lieder
| Jahr | Titel Album                            | Anmerkungen                                                                                |
| ---- | -------------------------------------- | ------------------------------------------------------------------------------------------ |
| 1996 | Bicycle Race Queen Dance Traxx 1       | Erstveröffentlichung: 31. Oktober 1996 Queen Dance Traxx feat. Blümchen; Original: Queen   |
| 2014 | Küss mich Achterbahn                   | Erstveröffentlichung: 26. September 2014 Wise Guys feat. Jasmin Wagner                     |
| 2021 | C-Promi Himmel Graffiti                | Erstveröffentlichung: 27. August 2021 MC Fitti feat. Blümchen                              |
| 2022 | Die 90er 100 %                         | Erstveröffentlichung: 21. Januar 2022 Stereoact feat. Blümchen                             |
| 2022 | Herzalarm Rummelbums                   | Erstveröffentlichung: 17. Februar 2022 Finch feat. Blümchen                                |
| 2022 | The Look Blood & Glitter               | Erstveröffentlichung: 30. Dezember 2022 Lord of the Lost feat. Blümchen; Original: Roxette |
| 2023 | Herz an Herz (HBz Remix) Schmuggelware | Erstveröffentlichung: 26. Mai 2023 HBz feat. Blümchen; Original: Paso Doble                |
| 2023 | The Look Weapons of Mass Seduction     | Erstveröffentlichung: 29. Dezember 2023 Lord of the Lost feat. Blümchen; Original: Roxette |

| Jahr | Titel Album                                                                    | Anmerkungen                                                          |
| ---- | ------------------------------------------------------------------------------ | -------------------------------------------------------------------- |
| 1998 | Let the Music Heal Your Soul Bravo Hits 21                                     | Erstveröffentlichung: 27. Mai 1998 mit den Bravo All Stars           |
| 2001 | Are You Ready for Some Darkness? Alpha Motherfuckers – A Tribute to Turbenogro | Erstveröffentlichung: Dezember 2001 mit Bela B; Original: Turbonegro |
| 2004 | Hopelessly Devoted to You Best of Mania                                        | Erstveröffentlichung: 12. März 2004 Original: Olivia Newton-John     |
| 2004 | Der kleine Stern Your Stars for Christmas                                      | Erstveröffentlichung: 2004 Original: Zacar – Soleado                 |
| 2011 | Oh, dieser Sound! Oh, dieser Sound! – Stars spielen Superpunk                  | Erstveröffentlichung: 6. Mai 2011 Original: Superpunk                |
| 2022 | Vogelhochzeit Giraffenaffen 7 – Die große Geburtstagsfeier                     | Erstveröffentlichung: 10. Juni 2022 Original: Traditional            |

| Jahr | Titel Soundtrack zu                                  | Anmerkungen                                                |
| ---- | ---------------------------------------------------- | ---------------------------------------------------------- |
| 1997 | Gib’ mir noch Zeit Prinzessin Fantaghirò             | Erstveröffentlichung: 1997                                 |
| 2004 | The Love of My Life 7 Zwerge – Männer allein im Wald | Erstveröffentlichung: 2. November 2004                     |
| 2016 | Herz an Herz Gut zu Vögeln                           | Erstveröffentlichung: 15. Januar 2016 Original: Paso Doble |

### Videoalben
| Jahr | Titel Musiklabel            | Anmerkungen                                                                                |
| ---- | --------------------------- | ------------------------------------------------------------------------------------------ |
| 2003 | Best Of Edel Records (Edel) | Erstveröffentlichung: 7. Juli 2003 erweiterte Fassung von Für immer und ewig mit Bonus-DVD |

## Promoveröffentlichungen
| Jahr | Titel Album                                                                              | Anmerkungen                                                                                                |
| ---- | ---------------------------------------------------------------------------------------- | --- |
| 2001 | Die Stadt mit der Nase im Wind –                                                         | Erstveröffentlichung: 2001 mit den „Hamburg Allstars“                                                      |
| 2001 | Santa Claus Is Coming to Town –                                                          | Erstveröffentlichung: 21. November 2001 Original: Harry Reser & His Orchestra Vertrieb nur durch Tchibo    |
| 2001 | Are You Ready for Some Darkness? Alpha Motherfuckers – A Tribute to Turbenogro (Sampler) | Erstveröffentlichung: Dezember 2001 mit Bela B; Original: Turbenogro                                       |
| 2010 | You’ll Never Walk Alone –                                                                | Erstveröffentlichung: 2010 mit den „Hamburg Allstars“ Original: R. Rodgers, O. Hammerstein II & C. Johnson |

## Hörbücher
| Jahr | Titel Musiklabel                               | Anmerkungen                            |
| ---- | ---------------------------------------------- | -------------------------------------- |
| 2008 | Legenden – Das Leben von Sophia Loren Hörsalon | Erstveröffentlichung: 20. Oktober 2008 |

## Statistik

### Chartauswertung
Die folgenden Statistiken bieten eine Übersicht über die Charterfolge von Wagner in den Album- und Singlecharts. Zu beachten ist, dass bei den Singles nur Interpretationen und keine Autorenbeteiligungen berücksichtigt werden.
|                     | DE    | AT    | CH    | UK    | US    |
| ------------------- | ----- | ----- | ----- | ----- | ----- |
| Nummer-eins-Alben   | DE—DE | AT—AT | CH—CH | UK—UK | US—US |
| Top-10-Alben        | DE3DE | AT—AT | CH1CH | UK—UK | US—US |
| Alben in den Charts | DE9DE | AT4AT | CH5CH | UK—UK | US—US |

|                       | DE     | AT     | CH     | UK    | US    |
| --------------------- | ------ | ------ | ------ | ----- | ----- |
| Nummer-eins-Singles   | DE—DE  | AT—AT  | CH—CH  | UK—UK | US—US |
| Top-10-Singles        | DE7DE  | AT3AT  | CH4CH  | UK—UK | US—US |
| Singles in den Charts | DE23DE | AT16AT | CH12CH | UK1UK | US1US |

### Auszeichnungen für Musikverkäufe
| Goldene Schallplatte - Schweden - 1999: für die Single Heut’ ist mein Tag |

Anmerkung: Auszeichnungen in Ländern aus den Charttabellen bzw. Chartboxen sind in ebendiesen zu finden.
| Land/RegionAuszeichnungen für Musikverkäufe (Land/Region, Auszeichnungen, Verkäufe, Quellen) | Gold     | Platin | Verkäufe | Quellen              |
| -------------------------------------------------------------------------------------------- | -------- | ------ | -------- | -------------------- |
| Deutschland (BVMI)                                                                           | 3× Gold3 | —      | 750.000  | musikindustrie.de    |
| Japan (RIAJ)                                                                                 | —        | —      | 10.000   | Einzelnachweise      |
| Österreich (IFPI)                                                                            | Gold1    | —      | 25.000   | ifpi.at              |
| Polen (ZPAV)                                                                                 | —        | —      | 25.000   | Einzelnachweise      |
| Schweden (IFPI)                                                                              | Gold1    | —      | 15.000   | sverigetopplistan.se |
| Taiwan (RIT)                                                                                 | —        | —      | 10.000   | Einzelnachweise      |
| Tschechien (IFPI)                                                                            | —        | —      | 4.000    | Einzelnachweise      |
| Ungarn (MAHASZ)                                                                              | —        | —      | 14.000   | Einzelnachweise      |
| Insgesamt                                                                                    | 5× Gold5 | —      |          |                      |